# Andrés Hernández (conquistador)
Andrés Hernández (Acebo, Cáceres, hacia 1527 - Valencia, Venezuela, 1607) fue un conquistador español. Era hijo de Francisco Hernández y de Juana González y obtuvo licencia para pasar a Indias el 12 de marzo de 1540. Después de deambular por Santo Domingo y participar en los acontecimientos de aquella isla, algún tiempo después llegaba a Santa Ana de Coro, en las costas de Venezuela y se incorporaba a la conquista del territorio de lo que entonces se llamaba la Provincia de Venezuela.

## Soldado y vaquero
Después de intervenir en algunos acontecimientos conquistadores, Andrés Hernández se establecía en el asentamiento ganadero que daría origen a la ciudad de la Valencia venezolana, ya que en 1551 acompañaba al conquistador Vicente Díaz Pereira para emprender la hazaña de llevar ganado vacuno, por tierra, desde la costa de Cumaná. La tal hazaña, fue entonces una gran proeza, puesto que tuvieron que caminar más de 1000 km. para conducir el ganado atravesando los territorios de belicosos indígenas, manteniendo un sinnúmero de enfrentamientos con los indios y pasando infinitas penalidades.
Al culminar esta aventura, aunque Andrés Hernández seguía colaborando con Díaz Pereira, como este la había regalado ocho novillas y dos terneros, también se dedicaba a la cría de ganado lo que compaginaba con la milicia, porque de vez en cuando se veían amenazados por las hordas de caribes, que como eran caníbales hacían estragos y matanzas entre los indios comarcanos y atacaban a los españoles que vivían por aquellas latitudes. 
En 1553, el gobernador Alonso Arias de Villasinda oficialmente fundaba la ciudad de Valencia y se le daba carácter jurídico al poblado ganadero que había creado Vicente Díaz Pereira. Los indígenas de la comarca no dejaban de molestar a los españoles de Valencia y éstos prepararon un pelotón para salir a castigarlos. En esta ocasión Andrés Hernández y Díaz Pereira recibían peligrosas heridas de flechas.

## Los indios “caracas”
El capitán Francisco Fajardo, era hijo de un capitán español llamado Francisco Fajardo y de doña Isabel, india cacica de la isla de Margarita que tenía algunos parientes en la comarca donde hoy se asienta Caracas. Valiéndose de este parentesco, el mestizo Fajardo intenta la conquista de aquella comarca sobre 1558; al principio obtiene algunos resultados favorables, pero al darse cuenta los indios de que su pariente pretendía conquistarlos, las relaciones se enturbiaron y se declararon la guerra abierta unos a otros.
Después que establecieron un asiento en el valle de San Francisco (donde hoy se sitúa la actual Caracas), Fajardo y sus hombres se guarnecieron en el pueblo de El Collado, que habían fundado junto a la costa venezolana del Mar Caribe, y en una de las salidas de reconocimiento que hicieron sus hombres, iba una treintena de soldados (entre ellos Andrés Hernández) al mando de un tal Juan Jorge de Quiñones. 
Cuando se encontraban en exploración, los indios de la costa les prepararon una emboscada, que los españoles tuvieron que repeler en desfavorables condiciones puesto que los indígenas sumaban más de un millar de guerreros. Después de dos horas de cruento enfrentamiento, los indígenas se retiraron pero dejaron muerto a Quiñones, heridos a varios soldados, saliendo ileso Andrés Hernández en aquella ocasión.

## Fundación de Caracas
Mientras Fajardo intentaba conquistar a las tribus de la costa caribeña, el extremeño Juan Rodríguez Suárez, después de fundar la Mérida venezolana, llegaba hasta el valle de San Francisco para continuar la conquista de la comarca, lo primero que hacía el extremeño era dar legalidad jurídica al asiento que había establecido el mestizo Fajardo, convirtiéndolo en villa, repartiendo solares entre sus soldados y nombrando alcalde y regidores. Pero después de una serie de contrariedades, Rodríguez Suárez, no pudo culminar su obra fundadora, porque él y cinco de sus hombres, morían rodeados por los indios cuando salían hacia Valencia para atajar los desmanes del tirano Lope de Aguirre. 
Como aquella comarca era el último reducto de Venezuela que quedaba sin conquistar, el proyecto fundador de Caracas no podía dilatarse por más tiempo y, después de otros intentos a principios de 1567, Diego de Losada salía de la ciudad interior de El Tocuyo con 160 soldados para culminar la refundación de Caracas en la misma villa de San Francisco que inicialmente había establecido Francisco Fajardo como hato ganadero, y convertido el extremeño Rodríguez Suárez en villa.
Andrés Hernández y unos cuantos más que se hallaban por la comarca de Valencia, también se sumaron a este acontecimiento y el 25 de julio de 1567 lograron consolidar la refundación de Caracas. Una vez, momentáneamente, la ciudad quedó materializada con sus precarias instalaciones, Andrés Hernández regresó a cuidar de sus vacas en los predios de Valencia, muriendo después de 1607.